# Eva Copa
Mónica Eva Copa Murga (El Alto, 3 de enero de 1987) es una política boliviana que se desempeña como la actual alcaldesa de El Alto, desde mayo de 2021. Como miembro del Movimiento al Socialismo, anteriormente se desempeñó como senadora por La Paz de 2015 a 2020, tiempo durante el cual fue presidenta del Senado de 2019 a 2020. Fue candidata presidencial en las elecciones generales de Bolivia de 2025.
Estudiante de trabajo social de la UPEA y política boliviana, fue la presidenta de la Cámara de Senadores de Bolivia desde el 14 de noviembre de 2019 hasta el 3 de noviembre de 2020. Tras la renuncia de Adriana Salvatierra y otros funcionarios del gobierno de Evo Morales, y la consecuente ascensión de Jeanine Áñez como presidenta de Bolivia, en medio de la crisis política boliviana de 2019, se convirtió en la Presidenta del Senado, iniciando así su etapa de más notoriedad política, la cual culminó en su elección como alcaldesa de El Alto, una de las ciudades más pobladas de Bolivia.
En 2022, fue reconocida por la revista Time dentro de su lista Time100 Next, como una líder emergente en el mundo.

## Biografía
Eva Copa nació el 3 de enero de 1987 en la ciudad de El Alto. Es la quinta  de 7 hijos del matrimonio. Sus padres fueron artesanos, oriundos del municipio de Pucarani, ubicado en la Provincia Los Andes del Departamento de La Paz. La familia de Eva Copa, inicialmente emigró del área rural hacia la ciudad de La Paz durante la década de 1980; se trasladaron luego a vivir a la ciudad de El Alto.
A pesar de que Eva Copa nació en la ciudad de El Alto vivió parte de su infancia y adolescencia en el Barrio Pasankeri perteneciente al Distrito 4 del Macrodistrito Cotahuma de la ciudad de La Paz. Allí, comenzó sus estudios escolares en 1993 saliendo bachiller el año 2005 del Colegio Luis Espinal Camps de Cotahuma.
Continuó con sus estudios profesionales, aunque al principio, Copa quiso ingresar a estudiar a la Universidad Mayor de San Andrés (UMSA)  no lo pudo hacer debido a limitaciones económicas.Finalmente decidió estudiar en la Universidad Pública de El Alto (UPEA) donde se tituló el año 2011 como licenciada en trabajo social.
Ya durante su etapa en la universidad alteña, Eva Copa se destacaría por ser una dirigenta universitaria. Comenzaría inicialmente como delegada de su curso, luego como dirigente del centro de estudiantes, para terminar siendo secretaria general de la Federación Universitaria Local (FUL) de la ciudad de El Alto. Tiene dos hijos.
Fue también "activista política por la defensa de los derechos de la juventud y de la mujer alteña" y activista de plataformas de socialización y concientización de los derechos y garantías de las mujeres.
De tendencia socialconservadora, es metodista practicante y también cree en los rituales de la religión aimara como parte del sincretismo cultural con el cristianismo en su país.

## Carrera política

### Senadora de Bolivia 2015-2020
Eva Copa ingresó muy tempranamente a la vida política del país, siendo todavía una joven de 27 años de edad, Copa fue candidata al cargo de senadora por el Departamento de La Paz en representación del partido del Movimiento al Socialismo durante las elecciones nacionales de octubre de 2014. Logró ganar dicho curul, posesionadose ya como senadora el 18 de enero de 2015 con tan solo 28 años de edad.

### Presidenta de la Cámara de Senadores de Bolivia (2019-2020)

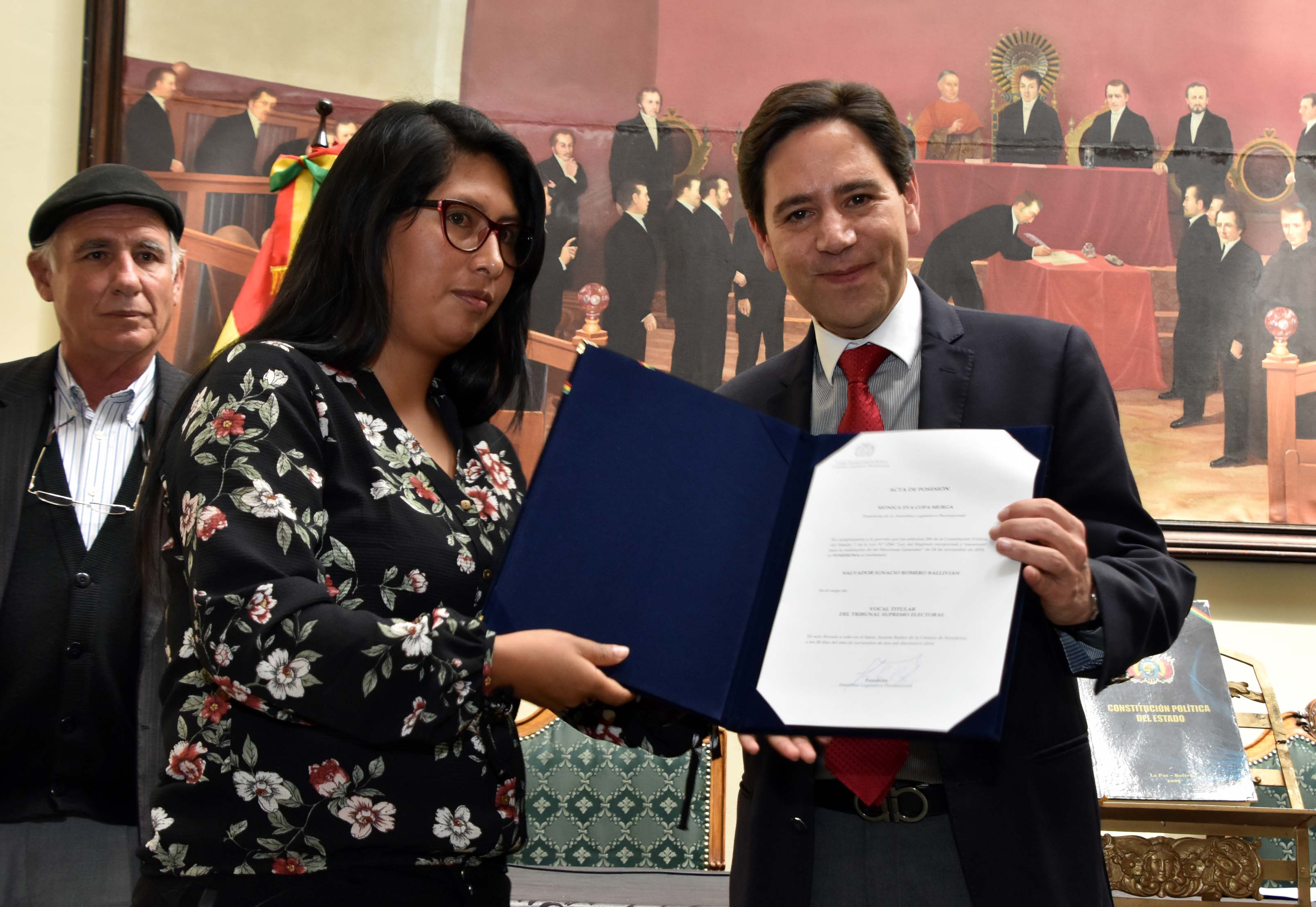
Eva Copa, como presidenta de la Cámara de Senadores, posesionando a Salvador Romero como presidente del Tribunal Supremo Electoral.

Debido a los conflictos sociales suscitados durante los meses de octubre y noviembre de 2019 en Bolivia, varias altas autoridades del Movimiento al Socialismo renunciaron a sus respectivos cargos. Entre los que renunciaron se encontraban el Presidente de Bolivia Evo Morales Ayma, el Vicepresidente de Bolivia Álvaro García Linera, la presidenta de la Cámara de Senadores Adriana Salvatierra Arriaza y el presidente de la Cámara de Diputados Víctor Borda Belzú. Debido a este vacío de poder, Eva Copa asumió el 14 de noviembre de 2019 la presidencia de la Cámara de Senadores de Bolivia hasta el 3 de noviembre de 2020.

#### Coronavirus
El 10 de julio de 2020, se confirmó la noticia a nivel nacional y también a nivel internacional, que la presidenta de la cámara de senadores Eva Copa Murga había contraído la enfermedad del Coronavirus dando positivo en la prueba que se hizo. De esta manera, Eva Copa pasó a estar en aislamiento preventivo en su domicilio.

### Alcaldesa de la Ciudad de El Alto

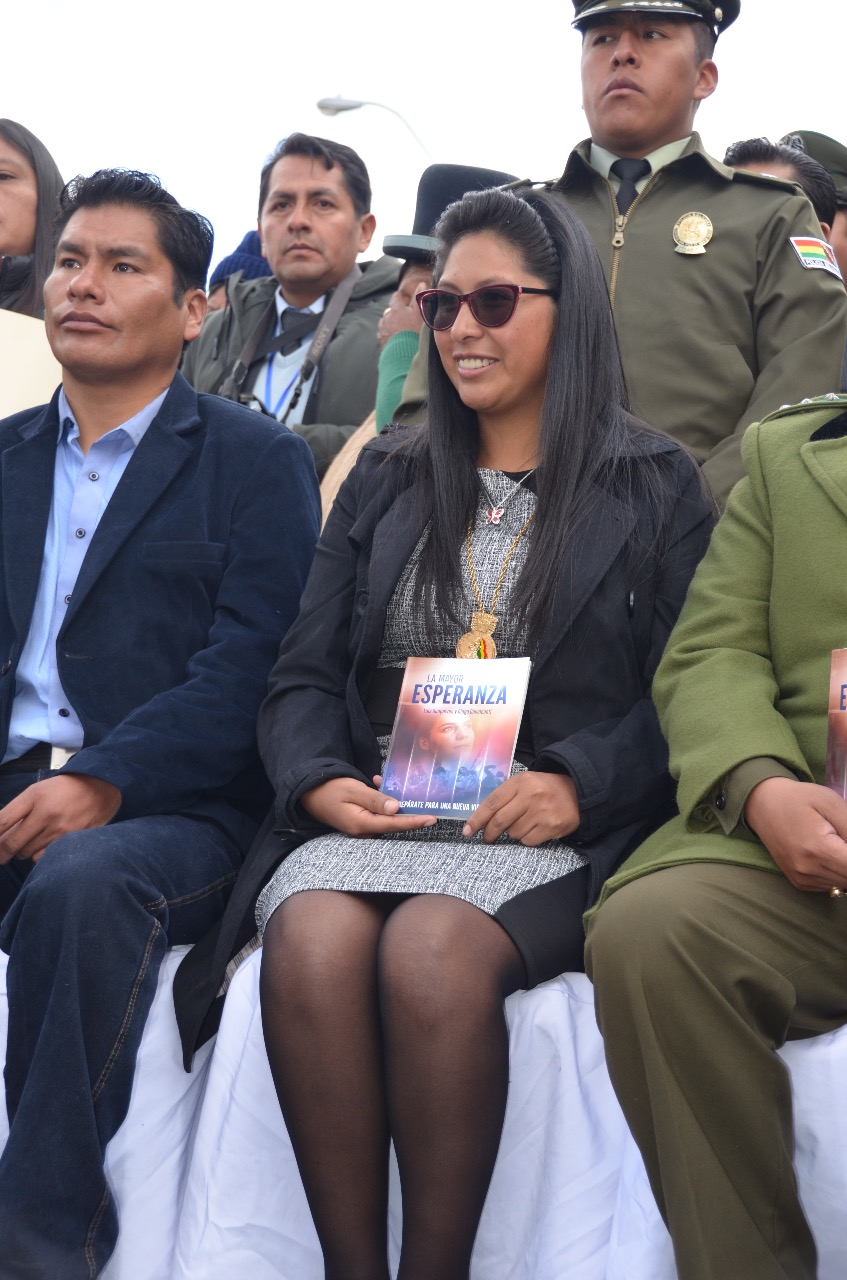
Eva Copa como alcaldesa de El Alto.

La expresidenta del senado Eva Copa fue nominada como posible candidata a la alcaldía de la Ciudad de El Alto por el partido Movimiento Al Socialismo (MAS) desde finales de la gestión 2020. El nombramiento repentino del exalcalde Zacarias Maquera para dicha candidatura por parte del partido político MAS, motivo a Eva Copa a aceptar la postulación por la agrupación "Jallalla" separándose de su anterior partido.
Eva Copa ganó las elecciones a la Alcaldía alteña con el 67% de los votos válidos, colocándose junto a Santos Quispe de su misma agrupación, en el espectro político opuesto al oficialismo del MAS.

### Controversias

#### Viajes al extranjero
Alemania : Durante su gestión en la alcaldía, los concejales de oposición han criticado duramente a Eva Copa por sus constantes viajes que realiza al extranjero. El primer viaje que realizó Copa fue a Alemania para asistir a una “Feria Medioambiental” que se llevó a cabo en la ciudad alemana de Munich desde el 30 de mayo al 3 de junio de 2022 y la cual fue organizada por la Fundación Hanns Seidel. La concejala del MAS-IPSP Wilma Alanoca denunció que hasta ahora no se conocen aún los beneficios de ese viaje para El Alto, ya que según ella, Copa no ha hecho nada sobre la problemática del medio ambiente que se vive actualmente en la urbe alteña o por lo menos sobre el botadero municipal de Milluni el cual generó conflictos con los vecinos de lugar y su reclamo sobre la proliferación de los perros callejeros que abundan en la ciudad de El Alto.
 Polonia : El segundo viaje de Eva Copa fue a Polonia para participar del "Foro Urbano Mundial 11" que se llevó a cabo en la ciudad polaca de Katowice desde el 26 de junio hasta el 30 de junio de 2022 y el cual fue organizado por el Programa de Naciones Unidas para los Asentamientos Humanos (ONU Hábitat) para tratar temas sobre la rápida y acelerada urbanización de las grandes ciudades en el mundo y su impacto en las personas, la economía, la ciudad y el cambio climático durante las últimas décadas. Pero según la concejala Wilma Alanoca hasta ahora Eva Copa no ha brindado ni siquiera por lo menos un informe al concejo municipal sobre las conclusiones y los beneficios en tema de inversión que supuestamente se logró en dicho segundo viaje al exterior.
 Estados Unidos : El tercer viaje de Eva Copa fue a los Estados Unidos para participar del “Diálogo Regional de Políticas sobre Diversidades” que se llevó a cabo en la capital estadounidense de Washington desde el 1 de agosto hasta el 2 de agosto de 2022 y el cual fue organizado por el Banco Interamericano de Desarrollo (BID). Cabe mencionar que si bien la duración de dicho evento solamente duraba dos días, sin embargo la concejala Wilma Alanoca denunció ante la opinión pública del país que Copa se había ausentado de sus funciones durante siete días (una semana entera) desde el 29 de julio hasta el 5 de agosto además Alanoca cuestiónó que la Alcaldía Alteña no haya realizado hasta ahora ningún estudio sobre los pueblos indígenas que viven en los distritos rurales de El Alto a pesar de la participación de Copa en dicho foro en los Estados Unidos.
Ante los constantes cuestionamientos a sus viajes, la alcaldesa Eva Copa se defendió también acusando ante la opinión pública a la concejala Wilma Alanoca  cuestionándola de que no hizo nada por El Alto cuando durante un lapso de tiempo de 2 años y 10 meses Alanoca llegó a ocupar el alto cargo de Ministra de Culturas y Turismo de Bolivia desde el 23 de enero de 2017 hasta el 10 de noviembre de 2019 durante el tercer gobierno de Evo Morales Ayma, pues según Copa actualmente no se ve ningún gran teatro o un buen museo en la ciudad de El Alto más que solamente el ya criticado Museo de Orinoca que alberga los regalos que Evo Morales recibió durante los 14 largos años que permaneció en el poder (2006-2019).
 Turquía : El 29 de septiembre de 2022 la concejala del MAS-IPSP Fabiola Furuya denunció ante la opinión pública del país que Eva Copa viajó nuevamente al exterior por cuarta vez y en esta ocasión hasta Turquía para participar solamente del foro del "Día Mundial del Hábitat" a llevarse a cabo en la ciudad turca de Balikesir por lo que Copa pidió licencia al concejo municipal para ausentarse ya desde el 30 de septiembre hasta el 5 de octubre de 2022. Sin embargo, la concejala Furuya cuestionó este cuarto viaje, pues según ella, la alcaldesa Copa decide ausentarse de El Alto justo en el momento donde existen varios conflictos por resolver en la ciudad alteña.